# Línguas da Suécia
A língua oficial da Suécia é o sueco, uma língua germânica setentrional que é bastante semelhante a outros idiomas escandinavos, como o dinamarquês e o norueguês, é falada pela grande maioria dos nove milhões de habitantes do país, e mantém uma posição como tal, sendo também a língua nacional do povo sueco.

## Sueco

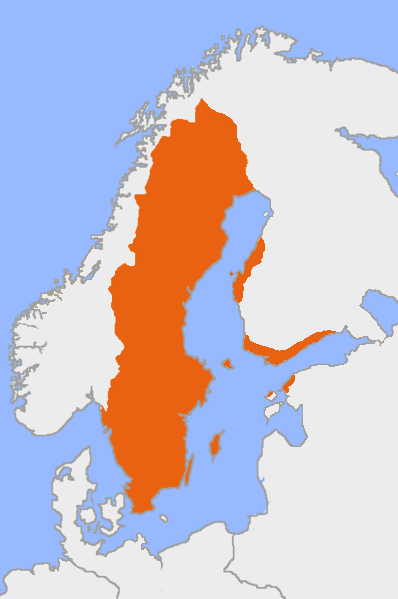
Mapa representando as zonas onde o sueco é falado na Escandinávia

O Reino da Suécia é o estado-nação do povo sueco, e como tal, a sua língua nacional é guardada com alta consideração. Dos cerca de nove milhões de suecos, quase todos falam o sueco como, no mínimo, segunda língua, e a maioria como língua mãe (7.825.000, segundo Ethnologue do SIL). O sueco é também falado em algum grau por suecos que vivem fora da Suécia, por exemplo, perto de 500.000 pessoas de descendência sueca nos Estados Unidos, segundo o Ethnologue, e também por um grande número de suecos-finlandeses (cerca de 290 000).

## Línguas Minoritárias

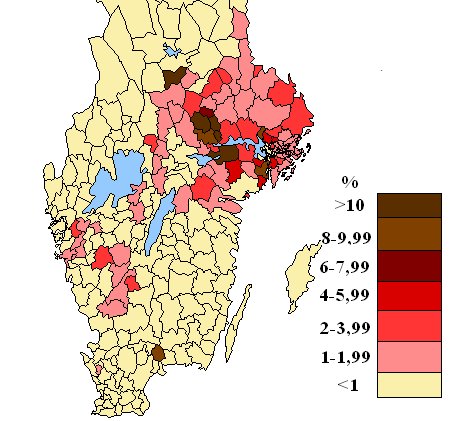
Áreas, no sudeste sueco, com população que fala Finlandês sob a forma de percentagem, 2005

Em 1999, o Comité para as Línguas Minoritárias da Suécia declarou formalmente cinco línguas minoritárias no país: o Finlandês, o Meänkieli, o Sami, o Romani e o Yiddish.

## Línguas Aprendidas

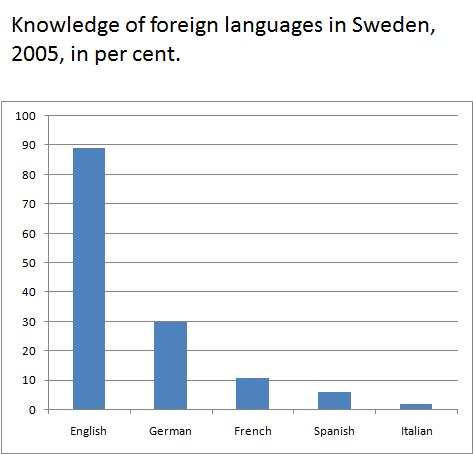
Conhecimento de línguas estrangeiras na Suécia, como porcentagem da população com 15 anos ou mais, em 2005. Dados retirados de uma pesquisa da UE.

A maioria dos suecos, especialmente os nascidos após a Segunda Guerra Mundial, é capaz de entender e falar o inglês graças ao comércio internacional, à popularidade das viagens de longa-distância, à forte influência anglo-americana e a tradição da legendagem ao invés da dublagem dos programas de televisão estrangeiros e filmes - tal como em Portugal. O ensino do inglês, quer ao modo americano ou britânico, tornou-se obrigatório para os estudantes do ensino secundário de ciências naturais já desde 1849 e tornou-se obrigatório para todos os estudantes suecos desde o final dos anos 40. Os suecos haviam ganho a reputação de pronunciar o inglês claramente e com pouca pronúncia, apesar desta língua ser apenas uma segunda língua ou uma língua aprendida na Suécia.